# جان ماري رولان
جان ماري رولان (بالفرنسية: Jean-Marie Rolland) هو سياسي فرنسي، ولد في 25 سبتمبر 1950 في الجزائر في الجزائر. حزبياً، نشط في الاتحاد من أجل حركة شعبية. وقد انتخب نائب فرنسي عن دائرة Yonne's 2nd constituency ‏ خلال فترته النيابية ‏ (20 يونيو 2007 – 19 يونيو 2012) وانتخب رئيس بلدية ‏ Vermenton ‏ (20 مارس 1989 – 1 يوليو 2002) وانتخب نائب فرنسي عن دائرة Yonne's 2nd constituency ‏ خلال فترته النيابية ‏ (19 يونيو 2002 – 19 يونيو 2007).